# サヴォンリンナ (小惑星)
サヴォンリンナ (1525 Savonlinna) は、小惑星帯に位置する小惑星。フィンランド南西部の都市トゥルクで、ユルィヨ・バイサラによって発見された。
フィンランドの南東部に位置する都市、サヴォンリンナに因んで命名された。